# Viktor Weber von Webenau
Viktor Maria Willibald Weber Edler von Webenau (Neuhaus, 13. studenog 1861. – Innsbruck, 6. svibnja 1932.) je bio austrougarski general i vojni zapovjednik. Tijekom Prvog svjetskog rata zapovijedao je 47. pješačkom divizijom, te X., XVIII. i VI. korpusom na Balkanskom, Istočnom i Talijanskom bojištu.

## Vojna karijera
Viktor Weber von Webenau je rođen 13. studenog 1861. u Neuhausu. Djetinjstvo je proveo u Grazu gdje završava i srednju školu. Potom pohađa kadetsku školu, nakon čega je u studenom 1878. raspoređen na službu u 27. lovačku bojnu. Dvije godine poslije, u studenom 1880., dostiže čin poručnika. U 27. lovačkoj bojnoj služio je do listopada 1893. kada je cjelokupna bojna ušla u sastav Tirolske lovačke pukovnije u kojoj od tada služi. U međuvremenu je, u svibnju 1886. unaprijeđen u čin natporučnika, dok u studenom 1892. dostiže čin satnika. U siječnju 1895. premješten je na službu u 20. lovačku bojnu koja je bila smještena u Trevisu. Od svibnja 1898. nalazi se na službi u Glavnom stožeru, dok je u studenom 1898. promaknut u čin bojnika. Istodobno s tim promaknućem imenovan je načelnikom stožera 27. pješačke divizije smještene u Košicama.
U studenom 1901. premješten je na službu u stožer II. korpusa u Beču, nakon čega je u svibnju 1902. unaprijeđen u čin potpukovnika. Od travnja 1905. služi u 68. pješačkoj pukovniji u Sarajevu gdje zapovijeda bojnom. U 68. pješačkoj pukovniji služi do travnja 1907. kada postaje zapovjednikom 69. pješačke pukovnije sa sjedištem u Pečuhu. U međuvremenu je, u svibnju 1905., promaknut u čin pukovnika. U svibnju 1911. dodijeljeno mu je zapovjedništvo nad 4. brdskom brigadom uz istodobno promaknuće u čin general bojnika. Pred početak Prvog svjetskog rata, u lipnju 1914., imenovan je sucem Vrhovnog vojnog suda u Beču u kojem od srpnja obnaša dužnost zamjenika predsjednika.

## Prvi svjetski rat
Na početku Prvog svjetskog rata Weber je promaknut u čin podmaršala, te mu je dodijeljeno zapovjedništvo nad ratnom lukom Kotor sa zadaćom obrane navedene ratne luke i bokokotorskog zaljeva koji su bili najbliži crnogorskoj granici. U siječnju 1915. preuzima zapovjedništvo nad 47. pješačkom divizijom s kojom u sastavu XIX. korpusa pod zapovjedništvom Ignaza Trollmanna sudjeluje u osvajanju Crne Gore tijekom kojih operacija zauzima Lovćen za što je i odlikovan. Po završetku uspješnih operacija Weber je imenovan vojnim guvernerom Crne Gore.
U srpnju 1917. Weber postaje zapovjednikom X. korpusa zamijenivši na tom mjestu Karla Kriteka. Navedenim korpusom koji se nalazio na Istočnom bojištu zapovijeda do ožujka 1918. godine. U međuvremenu je, u studenom 1917., promaknut u čin generala pješaštva. U lipnju 1918. imenovan je zapovjednikom XVIII. korpusa kojim zapovijeda svega mjesec dana jer u srpnju postaje zapovjednikom VI. korpusa zamijenivši na tom mjestu Ernsta Klettera. S VI. korpusom s kojim sudjeluje u Bitci kod Vittoria Veneta zapovijeda do kraja rata. Posljednje Weberovo imenovanje bilo je početkom listopada 1918. kada je imenovan voditeljem povjerenstva za sklapanje primirja sa zadaćom pregovaranja oko uvjeta za prestanak neprijateljstava. Weber je u ime Austro-Ugarske u Villi Giusti potpisao sporazum o primirju koji je faktički predstavljao bezuvjetnu predaju austrougarskih snaga.

## Poslije rata
Nakon završetka rata Weber je s 1. siječnjem 1919. umirovljen. Iako po nacionalnosti Mađar živio je u Meranu, Wiesbadenu i Švicarskoj. Preminuo je 6. svibnja 1932. godine u 71. godini života u Innsbrucku. Od 1886. bio je oženjen s Theresom Baumgartner s kojom je imao dva sina od kojih je jedan poginuo u ratu. Godine 1901. sklopio je brak s Annom Hebenstreit.

## Vanjske poveznice
(eng.) Viktor Weber von Webenau na stranici Austro-Hungarian-Army.co.uk

(eng.) Viktor Weber von Webenau na stranici Oocities.org

(njem.) Viktor Weber von Webenau na stranici Weltkriege.at